# 9023 Mnesthus
9023 Mnesthus este o planetă minoră (asteroid), cu un diametru de 49,151 km, din Asteroid troian al lui Jupiter. A fost descoperită pe 10 septembrie 1988 la Observatorul Palomar de Carolyn S. Shoemaker și a fost numită după Mnestheus⁠(d). 
Obiectul prezintă o orbită caracterizată de o semiaxă mare de 5,2267647 UAi, o excentricitate de 0,063, o înclinație de 23,91677 ° în raport cu ecliptica.